# 水天宮前駅
水天宮前駅（すいてんぐうまええき）は、東京都中央区日本橋蛎殻町二丁目にある、東京地下鉄（東京メトロ）半蔵門線の駅である。駅番号はZ 10。
副駅名は東京シティエアターミナル前。

## 歴史
- 1990年（平成2年）11月28日：帝都高速度交通営団（営団地下鉄）半蔵門線が三越前駅から延伸された際の終着駅として開設[1][2]。東京の地下鉄駅で初めて動く歩道（水平部付エスカレーター）を設置。
  - なお、当駅への延伸をもって、半蔵門線の計画の原型となる都市交通審議会答申第10号によって示された「東京11号線」（二子玉川 - 渋谷 - 蛎殻町）及びそれを根拠として営団が取得した11号線の路線免許（渋谷 - 蛎殻町）にあたる区間[3]が全て完成したため、半蔵門線は一旦「全線開業」したこととなった[2]。
- 2003年（平成15年）3月19日：半蔵門線当駅 - 押上間延伸開業に伴い中間駅となる[4]。
- 2004年（平成16年）4月1日：営団地下鉄の民営化に伴い、当駅は東京地下鉄（東京メトロ）に継承される[5]。
- 2007年（平成19年）3月18日：ICカード「PASMO」の利用が可能となる[6]。
- 2018年（平成30年）
  - 3月17日：東京メトロ日比谷線・都営地下鉄浅草線人形町駅との乗り換え業務を開始[7]。
  - 9月13日：発車メロディを導入[8]。

### 駅名について
開業前の仮称は「蛎殻町」であったが、地元の地名や知名度が高く短くて分かりやすいとして1990年2月13日に営団が駅名を「箱崎」と決定していた。しかし、駅名を巡って営団側と住民側、住民同士で意見が対立したため、営団が「地域を分断するわけにいかないので、地域名を付けられない」とし、同年7月20日に駅名を「水天宮前」に変更した。なお地元からは、駅の一部が隣の日本橋箱崎町にかかっていることから「箱崎」、東京シティエアターミナルに直結していることから「水天宮・エアシティターミナル前」、仮称通りの「蛎殻町」の3つの要望が出ていた。

## 駅構造
島式ホーム1面2線を有する地下駅で、ホームは地下3階に立地する。東側（東京シティエアターミナル側）の出入口には動く歩道（スロープ）が設置されている。このため当駅は、間接的な空港アクセス機能も担っている。
ホームの側壁には、田原町駅と同様に紋章が施されている。
かつては定期券売り場が設置されていたが、押上駅延伸を機に錦糸町駅に移転し閉鎖された。

### のりば
| 番線 | 路線     | 行先                                     |
| ---- | -------- | ---------------------------------------- |
| 1    | 半蔵門線 | 渋谷・長津田・中央林間方面               |
| 2    | 半蔵門線 | 押上〈スカイツリー前〉・久喜・南栗橋方面 |

（出典：東京メトロ:構内図）
- 開業から押上駅へ延伸するまでは終着駅であり、渋谷側にある両渡り分岐器を使用して折り返し運転が行われた。押上駅までの延伸後も非常用として設置されている[13]。
- 押上発当駅止まりの終電（平日のみ）と、当駅始発中央林間行の初電が設定されている[14]。

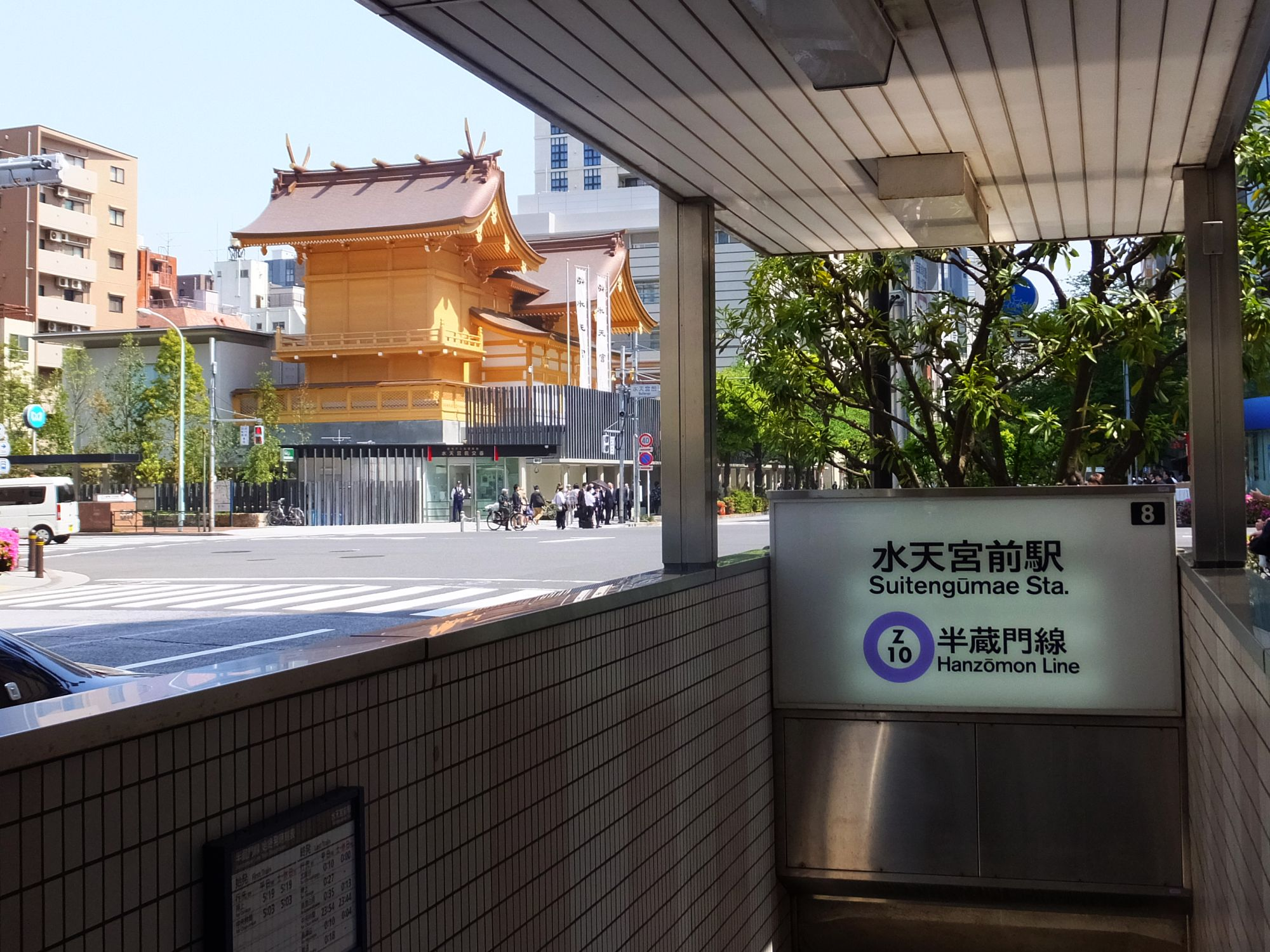
8番出入口と水天宮（2016年4月）
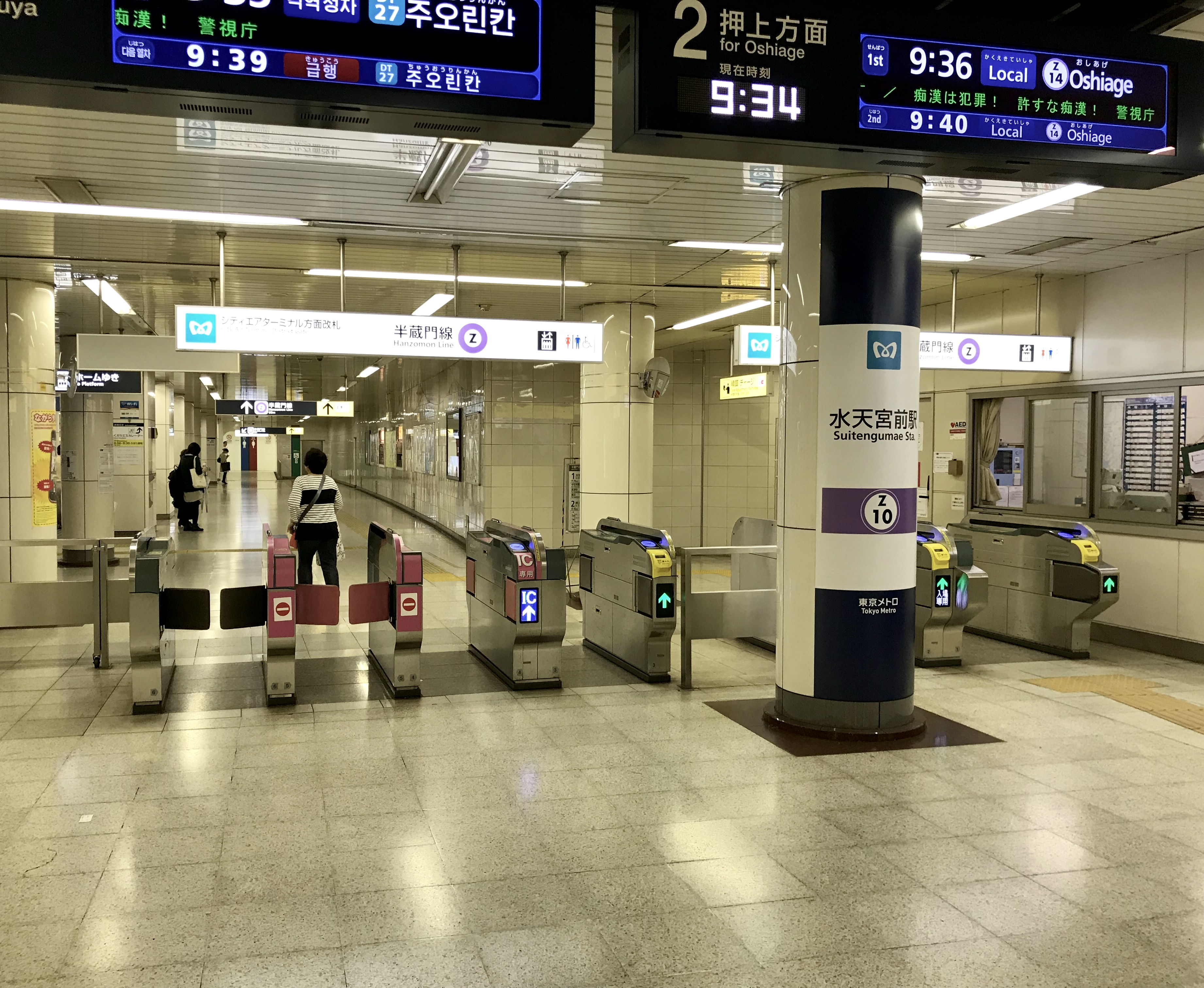
シティエアターミナル方面改札口（2018年9月）
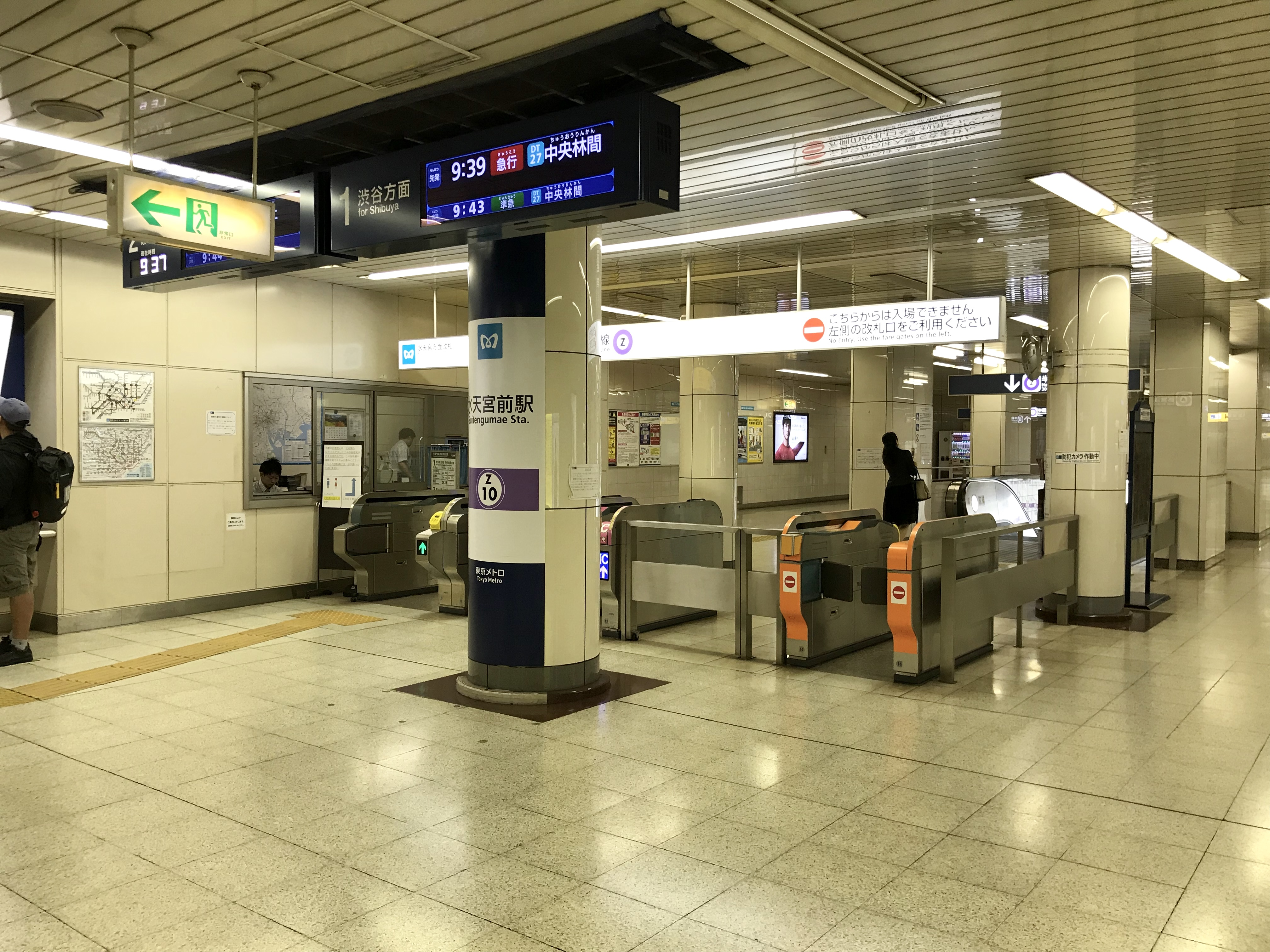
水天宮方面改札口（2018年9月）
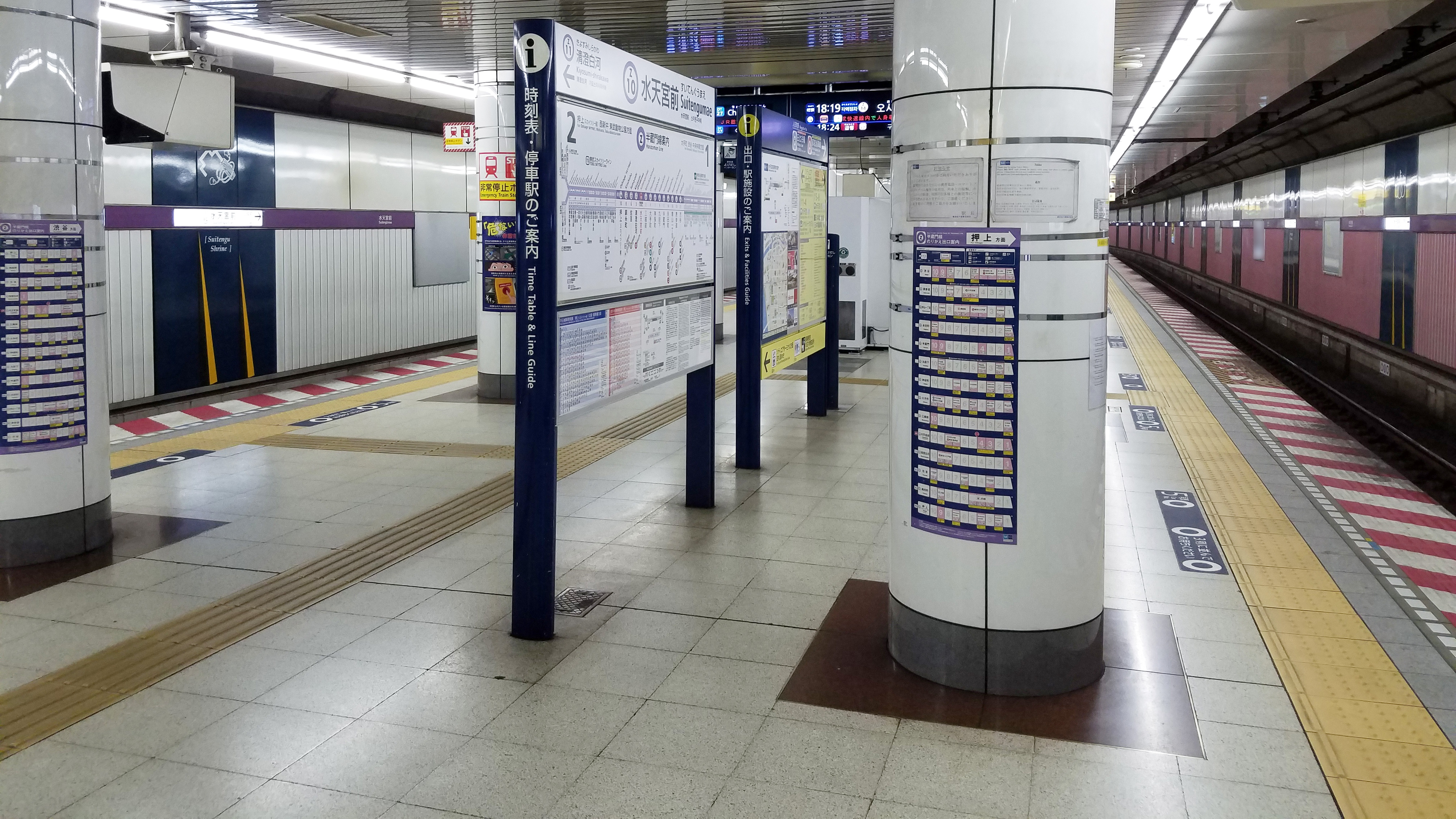
ホーム（2019年3月）
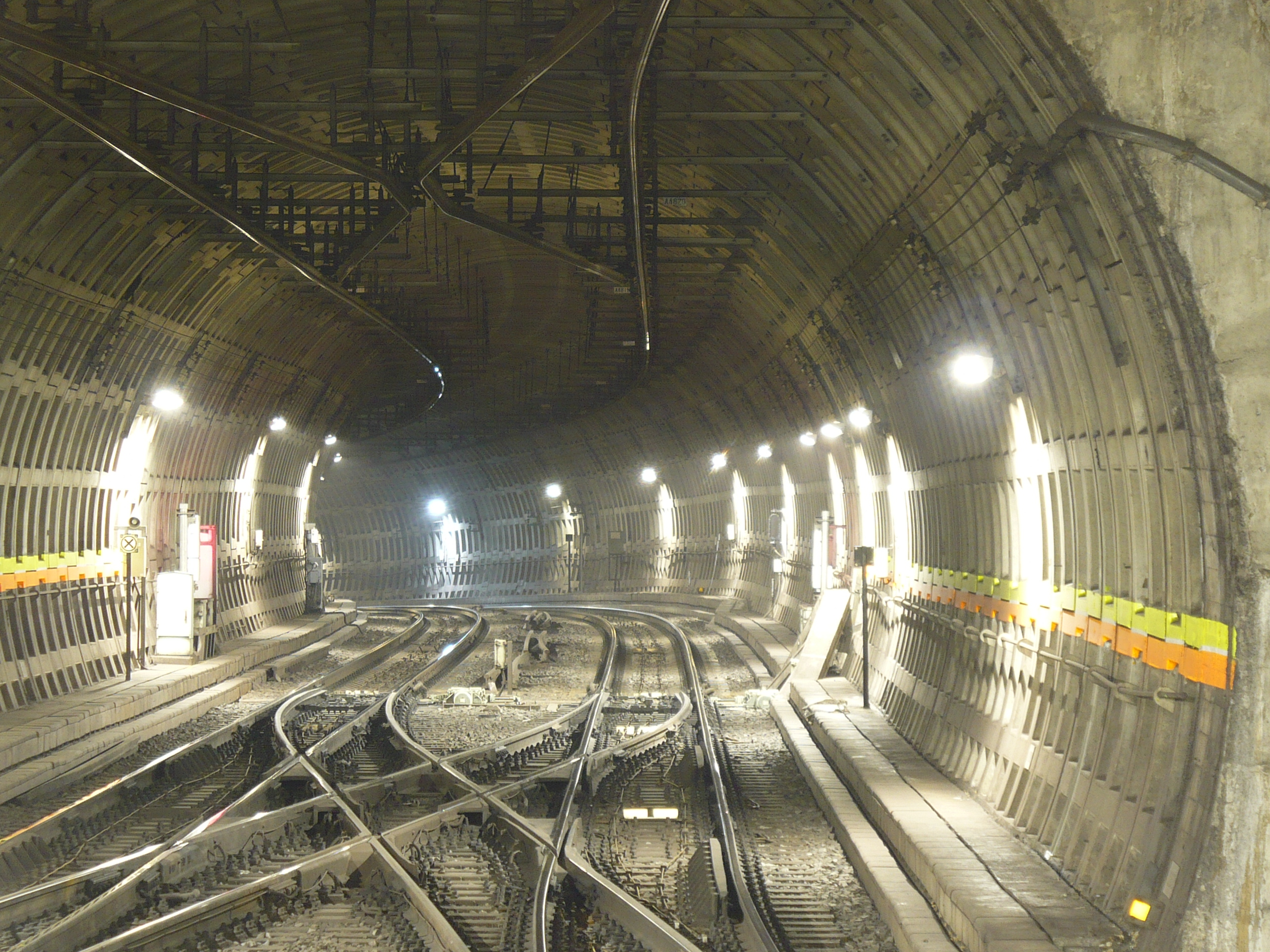
渋谷駅側にある折り返し用の両渡り分岐器（2009年9月）

### 発車メロディ
2018年（平成30年）9月13日からスイッチ制作の発車メロディ（発車サイン音）を使用している。
曲は1番線が「川の辺」、2番線が「糸竹の道」（いずれも福嶋尚哉作曲）である。

## 利用状況
2024年度の1日平均乗降人員は74,355人であり、東京メトロ全130駅中53位。
- 日比谷線との乗換人員を含んだ2023年度の1日平均乗降人員は78,471人である[16]。

近年の1日平均乗降・乗車人員は下表の通りである。
| 年度               | 1日平均 乗降人員 | 1日平均 乗降人員 | 1日平均 乗車人員 | 出典                     |
| ------------------ | ---------------- | ---------------- | ---------------- | ------------------------ |
| 1990年（平成02年） |                  |                  | 12,350           | [ 東京都統計 1 ]         |
| 1991年（平成03年） |                  |                  | 16,098           | [ 東京都統計 2 ]         |
| 1992年（平成04年） |                  |                  | 18,589           | [ 東京都統計 3 ]         |
| 1993年（平成05年） |                  |                  | 20,096           | [ 東京都統計 4 ]         |
| 1994年（平成06年） |                  |                  | 21,299           | [ 東京都統計 5 ]         |
| 1995年（平成07年） |                  |                  | 23,213           | [ 東京都統計 6 ]         |
| 1996年（平成08年） |                  |                  | 24,510           | [ 東京都統計 7 ]         |
| 1997年（平成09年） |                  |                  | 25,208           | [ 東京都統計 8 ]         |
| 1998年（平成10年） |                  |                  | 25,992           | [ 東京都統計 9 ]         |
| 1999年（平成11年） |                  |                  | 25,981           | [ 東京都統計 10 ]        |
| 2000年（平成12年） |                  |                  | 26,288           | [ 東京都統計 11 ]        |
| 2001年（平成13年） |                  |                  | 26,748           | [ 東京都統計 12 ]        |
| 2002年（平成14年） | 54,753           |                  | 27,485           | [ 19 ] [ 東京都統計 13 ] |
| 2003年（平成15年） | 59,977           |                  | 29,249           | [ 19 ] [ 東京都統計 14 ] |
| 2004年（平成16年） | 60,569           |                  | 30,222           | [ 東京都統計 15 ]        |
| 2005年（平成17年） | 59,884           |                  | 29,978           | [ 東京都統計 16 ]        |
| 2006年（平成18年） | 64,081           |                  | 32,208           | [ 東京都統計 17 ]        |
| 2007年（平成19年） | 68,183           |                  | 34,481           | [ 東京都統計 18 ]        |
| 2008年（平成20年） | 68,147           |                  | 34,334           | [ 東京都統計 19 ]        |
| 2009年（平成21年） | 68,365           |                  | 34,452           | [ 東京都統計 20 ]        |
| 2010年（平成22年） | 69,042           |                  | 34,830           | [ 東京都統計 21 ]        |
| 2011年（平成23年） | 68,853           |                  | 34,710           | [ 東京都統計 22 ]        |
| 2012年（平成24年） | 69,837           |                  | 35,115           | [ 東京都統計 23 ]        |
| 2013年（平成25年） | 69,663           |                  | 35,016           | [ 東京都統計 24 ]        |
| 2014年（平成26年） | 68,752           |                  | 34,542           | [ 東京都統計 25 ]        |
| 2015年（平成27年） | 73,116           |                  | 36,757           | [ 東京都統計 26 ]        |
| 2016年（平成28年） | 77,899           |                  | 39,115           | [ 東京都統計 27 ]        |
| 2017年（平成29年） | 78,360           | 78,372           | 39,364           | [ 東京都統計 28 ]        |
| 2018年（平成30年） | 80,533           | 81,691           | 40,353           | [ 東京都統計 29 ]        |
| 2019年（令和元年） | 84,016           | 88,545           | 42,126           | [ 東京都統計 30 ]        |
| 2020年（令和02年） | 52,319           | 56,148           |                  |                          |
| 2021年（令和03年） | 51,091           | 55,362           |                  |                          |
| 2022年（令和04年） | 58,180           | 63,226           |                  |                          |
| 2023年（令和05年） | 68,185           | 78,471           |                  |                          |
| 2024年（令和06年） | 74,355           |                  |                  |                          |

備考
1. ↑  開業日（11月28日）から翌年3月31日までの計123日間を集計したデータ。

## 駅周辺
- 東京シティエアターミナル (T-CAT)（駅直結）
  - 東京シティターミナル内郵便局
- ロイヤルパークホテル（駅直結）
- ホテルヴィラフォンテーヌ日本橋箱崎
- 日本IBM箱崎事業所
  - IBM箱崎ビル内郵便局
- 桃屋本社
- CAC Holdings本社
- Daiwaリバーゲート
  - 吉野家本社
- 水天宮
- 中央区日本橋区民センター
  - 中央区役所 日本橋特別出張所
  - 日本橋公会堂
- 中央人形町二郵便局
- 甘酒横丁
- 人形町駅（日比谷線・都営地下鉄浅草線）
- 浜町駅（都営地下鉄新宿線）- 正式な乗換駅ではない。
- 中央区立有馬小学校

## バス路線
最寄りバス停留所は、新大橋通りと水天宮通りの交差点付近にある水天宮前・水天宮前駅両バス停、およびロイヤルパークホテル正面玄関ロータリーにある地下鉄水天宮前駅バス停である。東京都交通局と日立自動車交通、および日の丸自動車興業により運行される以下の路線が発着する。
水天宮前
- 都営バス
  - 錦11：築地駅前行 / 亀戸駅前行・錦糸町駅前行
  - 秋26：秋葉原駅前行

水天宮前駅
- 日立自動車交通
  - 江戸バス 北循環：中央区役所行

地下鉄水天宮前駅
- 日の丸自動車興業
  - メトロリンク日本橋Eライン：東京駅八重洲口方面

また、東京シティエアターミナルからは羽田空港や成田空港への空港連絡バスが発着する。詳細は「東京シティエアターミナル#バス路線」を参照。

## 隣の駅
東京地下鉄（東京メトロ）
 半蔵門線
三越前駅 (Z 09) - 水天宮前駅 (Z 10) - 清澄白河駅 (Z 11)